# Multi-level cell
Na eletrônica, uma célula de vários níveis (MLC) é uma célula de memória capaz de armazenar mais de um único bit de informação, em comparação com uma célula de nível único (SLC), que pode armazenar apenas um bit por célula de memória. Uma célula de memória normalmente consiste em uma única porta flutuante MOSFET (transistor de efeito de campo semicondutor de óxido metálico), portanto, as células de vários níveis reduzem o número de MOSFETs necessários para armazenar a mesma quantidade de dados que as células de nível único. 
Células de nível triplo (TLC) e células de nível quádruplo (QLC) são versões da memória MLC, que podem armazenar três e quatro bits por célula, respectivamente. O nome "célula de vários níveis" às vezes é usado especificamente para se referir à "célula de dois níveis". No geral, as memórias são nomeadas da seguinte forma:
1. Célula de nível único ou SLC (1 bit por célula)
2. Célula multinível ou MLC (2 bits por célula), alternativamente célula de nível duplo ou DLC
3. Célula de nível triplo ou TLC (3 bits por célula) ou MLC de 3 bits
4. Célula de nível quádruplo ou QLC (4 bits por célula)
5. Célula de nível penta ou PLC (5 bits por célula) - atualmente em desenvolvimento

Observe que essa nomenclatura pode ser enganosa, uma vez que uma "célula de nível-n" de fato usa 2n níveis de carga para armazenar n bits (veja abaixo).
Normalmente, à medida que a contagem de "nível" aumenta, o desempenho (velocidade e confiabilidade) e o custo do consumidor diminuem; no entanto, essa correlação pode variar entre os fabricantes.
Exemplos de memórias MLC são MLC NAND flash, MLC PCM (memória de mudança de fase), etc. Por exemplo, na tecnologia flash SLC NAND, cada célula pode existir em um dos dois estados, armazenando um bit de informação por célula. A maioria das memórias flash MLC NAND tem quatro estados possíveis por célula, portanto, pode armazenar dois bits de informação por célula. Isso reduz a quantidade de margem que separa os estados e resulta na possibilidade de mais erros. As células multinível projetadas para baixas taxas de erro às vezes são chamadas de MLC empresarial (eMLC).
Novas tecnologias, como células multinível e 3D Flash, e maiores volumes de produção continuarão a derrubar os preços.

## Single-level cell
A memória flash armazena dados em células de memória individuais, que são feitas de transistores MOSFET de porta flutuante. Tradicionalmente, cada célula tinha dois estados possíveis (cada um com um nível de voltagem), com cada estado representando um ou zero, então um bit de dados era armazenado em cada célula nas chamadas células de nível único, ou memória flash SLC . A memória SLC tem a vantagem de velocidades de gravação mais altas, menor consumo de energia e maior durabilidade da célula. No entanto, como a memória SLC armazena menos dados por célula do que a memória MLC, sua fabricação custa mais por megabyte de armazenamento. Devido às velocidades de transferência mais altas e expectativa de vida útil mais longa, a tecnologia flash SLC é usada em cartões de memória de alto desempenho. Em fevereiro de 2016, foi publicado um estudo que mostrou pouca diferença na prática entre a confiabilidade do SLC e do MLC.
Uma memória flash de célula de nível único (SLC) pode ter uma vida útil de cerca de 50.000 a 100.000 ciclos de programação / exclusão.
Uma célula de nível único representa 1 quando quase vazia e 0 quando quase cheia. Existe uma região de incerteza (uma margem de leitura) entre os dois estados possíveis em que os dados armazenados na célula não podem ser lidos com precisão.

## Multi-level cell
O principal benefício da memória flash MLC é seu menor custo por unidade de armazenamento devido à maior densidade de dados, e o software de leitura de memória pode compensar uma maior taxa de erro de bit. A taxa de erro mais alta requer um código de correção de erros (ECC) que pode corrigir erros de vários bits; por exemplo, o controlador de flash SandForce SF-2500 pode corrigir até 55 bits por setor de 512 bytes com uma taxa de erro de leitura irrecuperável de menos de um setor por 1017 bits lidos. O algoritmo mais comumente usado é Bose – Chaudhuri – Hocquenghem (  código BCH).  Outras desvantagens do MLC NAND são velocidades de gravação mais baixas, menor número de ciclos de programação / apagamento e maior consumo de energia em comparação com a memória flash SLC.
As velocidades de leitura também podem ser menores para MLC NAND do que SLC devido à necessidade de ler os mesmos dados em uma segunda tensão de limite para ajudar a resolver erros. Os dispositivos TLC e QLC podem precisar ler os mesmos dados até 4 e 8 vezes, respectivamente, para obter valores corrigíveis por ECC. 
O flash MLC pode ter uma vida útil de cerca de 1.000 a 10.000 ciclos de programar / apagar. Isso normalmente requer o uso de um sistema de arquivos flash, que é projetado em torno das limitações da memória flash, como o uso de nivelamento de desgaste para estender a vida útil do dispositivo flash.
O MLC é usado para se referir a células que armazenam 2 bits por célula, usando 4 valores ou níveis de carga. Um MLC de 2 bits tem um único nível de carga atribuído a cada combinação possível de uns e zeros, como segue: Quando perto de 25% cheio, a célula representa um valor binário de 11; quando próximo a 50%, a célula representa 01; quando perto de 75%, a célula representa 00; e quando perto de 100%, a célula representa um 10. Mais uma vez, há uma região de incerteza (margem de leitura) entre os valores, na qual os dados armazenados na célula não podem ser lidos com precisão.

## Triple-level cell
Uma célula de nível triplo (TLC) é um tipo de memória flash NAND que armazena 3 bits de informação por célula. A Toshiba lançou a memória com células de nível triplo em 2009.
A Samsung anunciou um tipo de flash NAND que armazena 3 bits de informação por célula, com 8 estados de tensão total (valores ou níveis), cunhando o termo "célula de nível triplo" ("TLC"). A Samsung Electronics começou a produzi-lo em massa em 2010, e foi visto pela primeira vez nos SSDs da série 840 da Samsung. A Samsung se refere a essa tecnologia como MLC de 3 bits. Os aspectos negativos do MLC são amplificados com o TLC, mas o TLC se beneficia de uma densidade de armazenamento ainda maior e de um custo mais baixo.
Em 2013, a Samsung introduziu o V-NAND (Vertical NAND, também conhecido como 3D NAND) com células de nível triplo, que tinham uma capacidade de memória de 128 Gbit. Eles expandiram sua tecnologia TLC V-NAND para 256 Gbit de memória em 2015,  e 512 Gbit em 2017.

## Quad-level cell
A memória que armazena 4 bits por célula é comumente referida como célula de nível quádruplo (QLC), seguindo a convenção definida pelo TLC. Antes de sua invenção, QLC se referia a células que podem ter 16 estados de voltagem, ou seja, aqueles que armazenam 4 bits por célula.
Em 2009, a Toshiba e a SanDisk introduziram chips de memória flash NAND com células de nível quádruplo, armazenando 4 bits por célula e mantendo uma capacidade de 64 Gbit. 
Os cartões de memória flash SanDisk X4, lançados em 2009, foram um dos primeiros produtos baseados em memória NAND que armazena 4 bits por célula, comumente chamados de célula de nível quádruplo (QLC), usando 16 níveis de carga discretos (estados) em cada transistor individual. Os chips QLC usados nesses cartões de memória foram fabricados pela Toshiba, SanDisk e SK Hynix.

## Diferença entre Enterprise Multi-Level Cell e Consumer Multi-Level Cell?
O flash de célula multinível é um ponto central entre o flash de célula de nível único e célula de nível triplo. O flash NAND possui uma quantidade finita de ciclos de escrita. Como o flash de célula de vários níveis é normalmente menos caro do que o flash de célula de nível único, é a memória de armazenamento de estado sólido preferida dos fabricantes de dispositivos eletrônicos baseados no consumidor.
As unidades de célula multinível corporativas são projetadas para lidar com um número maior de ciclos de gravação com uma forma aprimorada de flash de célula multinível. Vários métodos são usados para permitir o uso de eMLC para projetar unidades de estado sólido de baixo custo para empresas. Algoritmos para aumentar a taxa de erro de bit irrecuperável, super provisionamento de flash, nivelamento de desgaste e amplificação de gravação estão incluídos nesses métodos.

## Os fornecedores de Flash ultrapassam os limites da tecnologia 3D NAND
Os fornecedores de flash estão ultrapassando os limites de flash de células multinível. A memória flash 3D NAND é uma arquitetura de design de chip flash mais recente. A qual os  fabricantes empilham várias camadas de células de memória em uma estrutura vertical em 3D NAND. Na abordagem de empilhamento elimina a interferência elétrica que ocorre ao diminuir o tamanho das células. Os principais produtores de flash 3D NAND incluem Intel, Samsung, Hynix, SK e Western Multimedia, um companheiro da Toshiba. Com base em uma arquitetura de sistema NAND 3D de 64 camadas, a Samsung divulgou um projeto preliminar para flash de célula de nível quádruplo.